# Esperanza Pinzón
 Esperanza María de los Angeles Pinzón de Jiménez (Bogotá, Colombia; 29 de agosto de 1952) es abogada, pastora y política colombiana. Fue concejal de Bogotá en el periodo 2004 - 2008. En las elecciones legislativas de 2014 fue elegida Representante a la Cámara por Bogotá con el aval del Centro Democrático, en este cargo se posesionó el 20 de julio de 2014.

## Biografía
Pinzón es abogada de la Universidad Católica de Colombia, es madre de 2 hijos. Cofundadora del Partido Nacional Cristiano en Colombia, junto a Claudia Castellanos y Claudia Wilches, el cual participó en elecciones presidenciales de congreso y territoriales en todo el país durante los años 1990 a 2005. Participó en elecciones territoriales a corporaciones como las Juntas Administradoras Locales y Concejo de Bogotá. En el año 2001 es elegida para ser edil en la localidad de Bosa gestionando allí los programas de “Mujer cabeza de familia” y aprobación de programas de bienestar en salud, educación, servicios básicos, empleo atención a la tercera edad, y población en discapacidad. En el 2003 se postuló por el Partido Nacional Cristiano al concejo de Bogotá y en el 2004 se posesionó como concejal de esa ciudad.

### Representante a la Cámara
Para las elecciones legislativas de 2014, Pinzón formó parte de la lista cerrada a la Cámara de Representantes por Bogotá del movimiento político Centro Democrático, que lidera el expresidente Álvaro Uribe; resultó elegida representante para el periodo 2014-2018., tomó posesión de su cargo el 20 de julio de 2014.